# Fabio Frizzi
Fabio Frizzi (2 de julho de 1951) é um músico e compositor italiano.
Fabio Frizzi (Bologna, 2 de julho, 1951) é um compositor, ator e compositor de trilhas sonoras italiano.
Irmão do apresentador de TV Fabrizio Frizzi, é um dos colaboradores de longa data do diretor Lucio Fulci. Para ele, na verdade, ele compôs as partituras para esses filmes se tornaram cult Zombi 2, City of the Living Dead e ... E você vai viver no terror! A vida após a morte.
Em 2003, Quentin Tarantino foi incluída na trilha sonora de seu Kill Bill vol. 1 uma canção escrita por Frizzi apresentar em Psychic, dirigido por Fulci em 1977.
Como ator, Frizzi já atuou em dois filmes: Lágrimas de Amor e Amor Formula 2, ambos em 1970.
Fabio Frizzi começou a tomar aulas de violão aos 14 anos, em seguida, fundou uma banda de rock.
Em 1968 ele fez sua estréia no mundo do cinema, compondo a música para spaghetti westerns E agora ... recomenda sua alma a Deus.
Em 1975 veio o grande sucesso, graças à trilha sonora de Fantozzi feito com Franco Bixio e Vince Tempera, com quem formou um trio que criou diversas trilhas sonoras de sucesso. No mesmo ano, Frizzi reuniu-se pela primeira vez Lucio Fulci: ele compôs a música de The Four do Apocalipse.
Em 1976, ele compôs junto com Bixio e Tempera música por febre cavalo, tornou-se comédia cult dirigido por Steno. No mesmo ano ele compôs a música para o segundo Fantozzi trágico. Em 1979 editou a trilha sonora do horror de Lucio Fulci, Zombi 2.
Em 2002, ele voltou a trabalhar com Bixio Frizzi Tempera e por ocasião da trilha sonora da febre do cavalo - O Mandrake, a sequela de febre cavalo dirigido pelo filho de Steno, Charles Vanzinas.

## Composições
- Ed ora... raccomanda l'anima a Dio! di Demofilo Fidani (1968)
- Amore libero - Free Love di Pier Ludovico Pavoni (1974)
- Carambola di Ferdinando Baldi (1974)
- La peccatrice di Pier Ludovico Pavoni (1975)
- Fantozzi di Luciano Salce (1975)
- Giro girotondo... con il sesso è bello il mondo di Oscar Brazzi (1975)
- I quattro dell'apocalisse di Lucio Fulci (1975)
- Febbre da cavallo di Steno (1976)
- Il secondo tragico Fantozzi di Luciano Salce (1976)
- Vai gorilla di Tonino Valerii (1976)
- L'ultima volta di Aldo Lado (1976)
- La fine dell'innocenza di Massimo Dallamano (1976)
- Le avventure e gli amori di Scaramouche di Enzo G. Castellari (1976)
- Get Mean di Ferdinando Baldi (1976)
- Roma: l'altra faccia della violenza di Marino Girolami (1976)
- Delirio d'amore di Tonino Ricci (1977)
- Operazione Kappa: sparate a vista di Luigi Petrini (1977)
- Melodrammore di Maurizio Costanzo (1977)
- Pasión di Tonino Ricci (1977)
- Sette note in nero di Lucio Fulci (1977)
- Tutto suo padre di Maurizio Lucidi (1978)
- Manaos di Alberto Vázquez Figueroa (1978)
- Sella d'argento di Lucio Fulci (1978)
- Amanti miei di Aldo Grimaldi (1979)
- Zombi 2 di Lucio Fulci (1979)
- Sette ragazze di classe di Pedro Lazaga (1979)
- Prestami tua moglie di Giuliano Carnimeo (1980)
- Luca il contrabbandiere di Lucio Fulci (1980)
- Paura nella città dei morti viventi di Lucio Fulci (1980)
- Carlota: Amor es... veneno di Stefano Rolla (1981)
- ...E tu vivrai nel terrore! L'aldilà di Lucio Fulci (1981)
- Assassinio al cimitero etrusco di Sergio Martino (1982)
- Vieni avanti cretino di Luciano Salce (1982)
- Amiche mie di Michele Massimo Tarantini (1982)
- Giovani, belle... probabilmente ricche di Michele Massimo Tarantini (1982)
- La gorilla di Romolo Guerrieri (1982)
- Manhattan Baby di Lucio Fulci (1982)
- Rolf di Mario Siciliano (1983)
- Se tutto va bene siamo rovinati di Sergio Martino (1983)
- Senza un attimo di respiro (Pájaros de ciudad) di José María Sánchez Álvaro (1983)
- Delitto in Formula Uno di Bruno Corbucci (1984)
- Delitto al Blue Gay di Bruno Corbucci (1984)
- Superfantagenio di Bruno Corbucci (1986)
- Le volpi della notte (film TV) di Bruno Corbucci (1986)
- Sensi di Gabriele Lavia (1986)
- Un ponte per l'inferno di Umberto Lenzi (1986)
- Tempi di guerra di Umberto Lenzi (1987)
- Tentazione di Sergio Bergonzelli (1987)
- Classe di ferro (serie TV) (1989)
- Un gatto nel cervello di Lucio Fulci (1990)
- Professione fantasma (serie TV) (1998)
- Attack of the Flesh Devouring Space Worms from Outer Space di Mike A. Martinez (1998)
- Non lasciamoci più (serie TV) (1999)
- Fantozzi 2000 - La clonazione di Domenico Saverni (1999)
- Non lasciamoci più 2 (serie TV) (2001)
- Febbre da cavallo - La mandrakata di Carlo Vanzina (2002)
- Madre come te (film TV) di Vittorio Sindoni (2004)
- Il mondo è meraviglioso (film TV) di Vittorio Sindoni (2005)
- Un ciclone in famiglia (serie TV) (2005)
- Regina dei fiori (film TV) di Vittorio Sindoni (2005)
- Le ragazze di San Frediano (film TV) di Vittorio Sindoni (2007)
- Il capitano 2 (serie TV) (2007)
- La ragazza americana (miniserie televisiva) (2011)

For FSB

## Filmografia parcial
- Zombi 2 (1978)
- Contraband (1980)
- City of the Living Dead (1980)
- The Beyond (1981)
- Cat in the Brain (1990)